# Sobolew (gemeente)
De gemeente Sobolew is een landgemeente in het Poolse woiwodschap Mazovië, in powiat Garwoliński.
De zetel van de gemeente is in Sobolew.
Op 30 juni 2004 telde de gemeente 8357 inwoners.

## Oppervlakte gegevens
In 2002 bedroeg de totale oppervlakte van gemeente Sobolew 94,83 km², waarvan:
- agrarisch gebied: 70%
- bossen: 24%

De gemeente beslaat 7,38% van de totale oppervlakte van de powiat.

## Demografie
Stand op 30 juni 2004:
| Omschrijving                   | Totaal | Totaal | Vrouwen | Vrouwen | Mannen | Mannen |
| ------------------------------ | ------ | ------ | ------- | ------- | ------ | ------ |
| eenheid                        | aantal | %      | aantal  | %       | aantal | %      |
| inwoners                       | 8357   | 100    | 4252    | 50,9    | 4105   | 49,1   |
| bevolkingsdichtheid (inw./km²) | 88,1   | 88,1   | 44,8    | 44,8    | 43,3   | 43,3   |

In 2002 bedroeg het gemiddelde inkomen per inwoner 1321,76 zł.

## Administratieve plaatsen (sołectwo)
Anielów, Chotynia, Godzisz, Gończyce, Grabniak, Kaleń Drugi, Kaleń Pierwszy, Kobusy, Kownacica, Nowa Krępa, Ostrożeń Drugi, Ostrożeń Pierwszy, Przyłęk, Sobolew (sołectwa: Sobolew I, Sobolew II en Sobolew III), Sokół, Trzcianka.

## Overige plaatsen
Chotynia-Kolonia, Chrusty, Drobina, Emerytka, Karolinów, Leonorów, Mazurki, Michałki, Milanów, Nowiny Sobolewskie, Piaski, Podługi, Poręby, Potok, Pstrąg, Stefanów, Teofilów, Ustronie, Uśniak, Walerków, Wiktorzyn, Zabaranie, Zaprzytnica, Zosinek.

## Aangrenzende gemeenten
Górzno, Łaskarzew, Maciejowice, Trojanów, Żelechów